# 말리노이즈

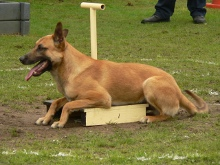
말리노이즈

말리노이즈(Malinois) 또는 벨지안 셰퍼드 말리노이즈(Belgian Shepherd Malinois)는 벨기에 원산의 목양견, 군견, 경찰견으로 쓰이는 개다. 저먼 셰퍼드와 비슷하게 생겼으나 체중이 더 적게 나간다. 영리해서 길들이기 쉬우며 텔레비전에도 자주 등장하는 개다.

## 표기
'Malinois'라는 명칭은 프랑스어로, 외래어 표기법상 '말리누아'가 올바른 표기이다. 국립국어원에서 제시한 규범 표기는 '벨지언말리누아'이다.